# Шенін Василь Іванович
Василь Іванович Шенін (1751–1835) — генерал-лейтенант, обер-екіпажмейстер.

## Біографія
Народився 28 жовтня (8 листопада) 1751 року.
Виховувався в Морському кадетському корпусі, звідки випущений гардемарином у 1764 році. До 1770 року плавав на різних суднах у Балтійському та Середземному морях. У 1770 році проведений в мічмани і на кораблі «Іануарій» брав участь у Чесменській битві. Наступного року на бомбардирському кораблі «Гром» перебував у боях при Негропонті та Метеліні. Повернувшись в кінці 1772 року сухопутним шляхом до Петербурга, проведений в лейтенанти і до 1775 року плавав на різних судах в Балтійському морі, поки не був призначений на вакансію радника інтендантської експедиції. У 1780 році проведений в капітан-лейтенанти у галерний флот, в 1786 році — в капітани 2-го рангу і був затверджений на посаді радника тієї ж експедиції, в якій і пробув до 1797 року, коли й був призначений обер-екіпажмейстером.
У 1790 році проведений в капітани 1-го рангу; в 1796 році отримав капітана бригадирського рангу, а через рік проведений в генерал-майори, а в 1802 році — в генерал-лейтенанти. Звільнений від служби 20 листопада 1803 року.
У 1785 році нагороджений орденом Св. Володимира ІV ступеня. 15 липня 1797 року нагороджений орденом Святої Анни ІІ ступеня.
Помер 26 лютого (10 березня) 1835 року. Похований при Платановській церкві в Боровицькому повіті Новгородської губернії.